# حریم (رمان)
حریم (به انگلیسی: Sanctuary) رمانی است اثر ویلیام فاکنر نویسنده آمریکایی و برنده جایزه نوبل ادبیات که برای نخستین بار در سال ۱۹۳۱ در آمریکا به چاپ رسید.

## دربارهٔ کتاب
این کتاب به‌عنوان یکی از کتاب‌های جنجالی و پر سر و صدای فاکنر به‌شمار می‌رود و موضوع حول محور تجاوز و قتل نوشته شده‌است. نقدهای خوبی بر این کتاب نوشته شد و کتاب فروش خوبی هم کرد، اما فاکنر خود معتقد بوده‌است که این کتاب از جمله کتاب‌های ضعیفش می‌باشد که صرفاً برای عامه‌پسند بودن و کسب درآمد نوشته شده‌است. این موضوع میان محققان و دوستان فاکنر مورد بحث است. وقایع این کتاب نیز همانند همه کتاب‌های فاکنر در سرزمین خیالی یوکناپاتافا رخ می‌دهد.
ترجمه فارسی این کتاب توسط مترجم فقید فرهاد غبرایی انجام گرفته و توسط انتشارات نیلوفر به چاپ رسیده‌است. در حال حاضر مجوز تجدید چاپ به این کتاب داده نشده و نایاب می‌باشد.